# بخش لاپاز (مندوسا)
بخش لاپاز (به اسپانیایی: Departamento La Paz) یک منطقهٔ مسکونی در آرژانتین است که در استان مندوسا واقع شده‌است. بخش لاپاز ۷٬۱۰۵ کیلومتر مربع مساحت و ۹٬۵۶۰ نفر جمعیت دارد.